# Los Ranchos de Albuquerque
Los Ranchos de Albuquerque es una villa ubicada en el condado de Bernalillo en el estado estadounidense de Nuevo México. En el Censo de 2010 tenía una población de 6024 habitantes y una densidad poblacional de 534,81 personas por km².

## Geografía
Los Ranchos de Albuquerque se encuentra ubicada en las coordenadas 35°9′43″N 106°38′46″O / 35.16194, -106.64611. Según la Oficina del Censo de los Estados Unidos, Los Ranchos de Albuquerque tiene una superficie total de 11.26 km², de la cual 11.26 km² corresponden a tierra firme y (0.02%) 0 km² es agua.

## Demografía
Según el censo de 2010, había 6024 personas residiendo en Los Ranchos de Albuquerque. La densidad de población era de 534,81 hab./km². De los 6024 habitantes, Los Ranchos de Albuquerque estaba compuesto por el 79.4% blancos, el 0.68% eran afroamericanos, el 2.54% eran amerindios, el 0.95% eran asiáticos, el 0.08% eran isleños del Pacífico, el 13.25% eran de otras razas y el 3.1% pertenecían a dos o más razas. Del total de la población el 41.92% eran hispanos o latinos de cualquier raza.